# Atractiellomycetes
Atractiellomycetes er en klasse i Basidiesvampe rækken.